# Parco archeologico Novi Ark
Il parco archeologico Novi Ark o NoviArk è un sito archeologico e un museo all'aperto situato a Modena, che si estende per circa due ettari all'interno del parco Novi Sad, nei pressi dell'ex Foro boario, oggi sede della facoltà di economia dell'Università di Modena e Reggio Emilia.

## Storia

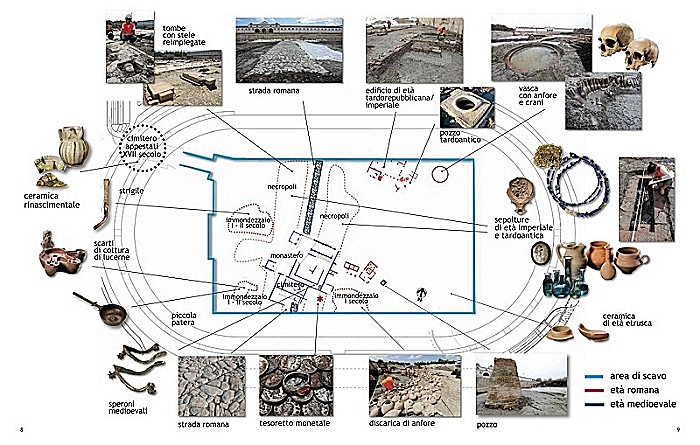
Mappa dell'area archeologica

Tra il 2009 e il 2011 l'area del parco Novi Sad (un tempo usato come Piazza d'Armi e poi come ippodromo) è stato oggetto di una grande riqualificazione urbanistica costata 35 milioni di euro, al fine di realizzare un grande parcheggio interrato a due piani (chiamato NoviPark) al di sotto dell'area verde.

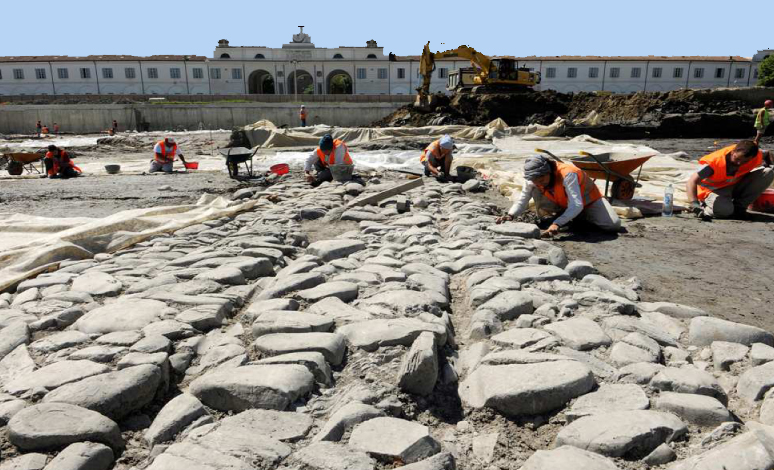
Scavi del 2009-2011

Durante gli scavi, organizzati dalla soprintendenza per i beni archeologici dell'Emilia-Romagna su una superficie di 24000 m², sono stati rinvenuti numerosi reperti archeologici databili tra l'età del ferro e il XVII secolo, ma con prevalenza di oggetti databili tra il I secolo a. C. e il V secolo d.C.. In particolare, è stata rinvenuta una strada acciottolata di epoca romana, lunga 114 metri e larga 5 metri, che presumibilmente costituiva un'importante via di comunicazione tra le antiche Mutina e Mantua (sono ben visibili i solchi carrai profondi che testimoniano l'intenso traffico di carri), una necropoli con 493 sepolture (di cui 327 di età romana, 45 medievali e 116 pertinenti agli appestati del 1630) e due edifici rurali con annessi impianti produttivi e vasche. Infine sono state rinvenute anche tre grandi discariche con anfore di terracotta, cocci e altri reperti archeologici. Sono stati rinvenuti anche 14 proiettili a forma di ghianda probabilmente usati durante un assedio bellico.

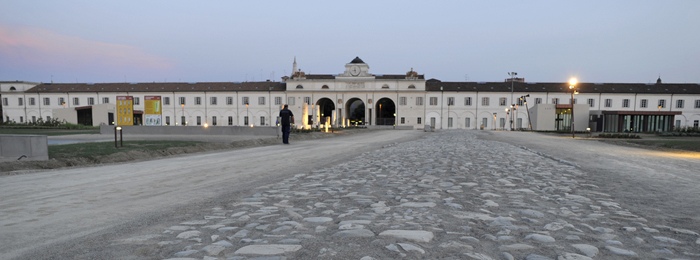
La strada romana rimontata in superficie

Vista la necessità di realizzare il grande parcheggio sotterraneo NoviPark, è stato studiato e realizzato un progetto di recupero e valorizzazione dei reperti archeologici rinvenuti. Il sito archeologico è stato così "smontato" dal livello di ritrovamento (posto a cinque metri di profondità) e "rimontato" in superficie per renderlo visibile e fruibile al pubblico. La lunga strada selciata di epoca romana, i cui ciottoli di media-grande dimensione erano stati tutti catalogati e numerati, è stata rimessa in direzione nord-sud, lungo l'asse di simmetria corto dell'ovale della piazza d'Armi, mentre ai lati sono state collocate quindici are e steli funerarie della necropoli di età imperiale lungo un percorso di visita. Sono stati ricostruiti anche i perimetri dei due edifici rurali di epoca tardoantica romana (III-VI secolo d.C.), con un pozzo in pietra, una vasca rettangolare con fondo in ciottoli, forse impiegata per lavare il mantello di lana degli ovini prima della tosatura, e una piscina circolare (con diametro di quattordici metri) in mattoni trapezoidali già impiegata per l'allevamento ittico delle carpe.

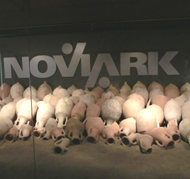
Esposizione di anfore romane

Nel sottosuolo del parcheggio è stata realizzata un'esposizione di trecento anfore di terracotta rinvenute nella grande discarica di epoca romana.
Infine sono stati installati diversi pannelli informativi che illustrano i reperti e la storia degli antichi modenesi che vivevano nella Mutina floridissima et splendidissima, una delle più importanti città della pianura padana.
Il parco archeologico è stato ufficialmente inaugurato il 21 luglio 2012, con uno spettacolo presentato dallo scrittore Valerio Massimo Manfredi.